# Llengua kusunda
El kusunda és una llengua aïllada, parlada de forma fluida per un nombre molt petit de persones del Nepal occidental, probablement no són més de dos.

## Distribució i història
Durant dècades es va pensar que el kusunda estava a la vora de l'extinció, amb poques esperances de conèixer-lo en detall. El poc material de què es disposava provinent de persones que l'havien parlat indicava que seria una llengua aïllada, encara que a causa de l'escassetat de proves es va considerar que encara es podria provar el parentiu amb altres grups de llengües. Així, es van fer treballs comparant-la amb les llengües sinotibetanes, les indopacífiques, les munda i l'oko-juwoi. També es va comparar amb altres llengües aïllades com el nahali i el yeniseià.
No obstant això, en 2004 tres kusundas, Gyani Maya Sen, Prem Bahadur Shahi i Kamala Singh, es van traslladar a Katmandú per assumptes administratius. Alguns membres de la Tribhuvan University van descobrir que un d'ells parlava fluidament la llengua. Molts dels seus parents també parlaven la llengua amb fluïdesa. En l'actualitat es coneixen 7 o 8 parlants competents de la llengua, el més jove dels quals té més de quaranta anys. No obstant això, la llengua està amenaçada, i no es coneix cap nen que l'estigui aprenent, pel fet que freqüentment els kusunda formaven matrimonis amb persones d'altres etnicitats.
David I. Watters (2005) va publicar una descripció gramatical raonablement completa, més un vocabulari, que mostra que el kusunda ha de ser considerat una llengua aïllada, no només des del punt de vista filogenètic sinó també lèxicament, gramaticalment i fonològicament difereix dels seus veïns i no mostra molta influència d'aquestes llengües. És possible que els kusunda siguin els únics descendents de les llengües parlades al nord de l'Índia abans de l'expansió de les llengües tibetobirmanes i indoiranianes a aquesta regió.

## Fonologia

### Vocals
El Kusunda té sis vocals en dos grups harmònics, això significa que una paraula pot tenir vocals del grup superior (rosa) o de l'inferior (verd) però no dels dos grups simultàniament. Hi ha, això no obstant, uns quants mots que tenen vocals dels dos nivells, la majoria es poden pronunciar de les dues maneres, tot i que els que tinguin consonants uvulars requeriran el grup inferior (com en moltes llengües). Hi ha unes poques paraules amb cap consonant uvular que tot i això evita la pronunciació dual, encara que només presenten la distinció en enunciacions acurades.
| Vocals  | Anterior | Central | Posterior |
| ------- | -------- | ------- | --------- |
| Tancada | i        |         | u         |
| Mitjana | e        | ə       | o         |
| Oberta  |          | a       |           |

### Consonants
Les consonants del Kusunda semblen només contrastar l'articulador actiu, no on l'articular fa contacte. Per exemple, les consonants apicals poden ser dentals, alveolars, retroflexes, o palatals: /t/ és [t̪] abans d'/i/, [t] abans d'/e, ə, u/, [ʈ] abans d'/o, a/, i [c] quan segueix una uvular, com en [coq] ~ [tok] ('nosaltres').
A més, moltes consonants varien entre oclusives i fricatives; per exemple, /p/ sembla sortir com [b] entre vocals, mentre/b/ apareix com a [β] en el mateix ambient). l'aspiració sembla recent en la llengua. Al Kusunda també li manquen fonemes retroflexos comuns en la regió, i és l'únic que presenta consonants uvulars en la regió.
|            | Labial          | Coronal         | Palatal | Velar             | Uvular   | Glotal |
| ---------- | --------------- | --------------- | ------- | ----------------- | -------- | ------ |
| Nasal      | m               | n               |         | ŋ                 | ɴʕ       |        |
| Plosiva    | p~b b~β (pʰ bʱ) | t~d d (tʰ dʱ)   |         | k~ɡ ɡ~ɣ (kʰ~x ɡʱ) | q~ɢ (qʰ) | ʔ      |
| Africada   |                 | ts dz (tsʰ dzʱ) |         |                   |          |        |
| Fricativa  |                 | s               |         |                   | ʁ~ʕ      | h      |
| Aproximant | w               | l               | j       |                   | ʁ~ʕ      | h      |
| Bategant   |                 | ɾ               |         |                   |          |        |

[ʕ] no es produeix en posició inicial, i [ŋ] només es produeix al final de síl·laba, al contrari que en les llengües veïnes. [ɴʕ] només es produeix entre vocals; |ŋ+ʕ|.

## Pronoms
El Kusunda presenta alguns casos en noms i pronoms: seguidament il·lustrem tres, el nominatiu (el kusunda, a diferència de les llengües veïnes, no presenta ergativitat), genitiu i acusatiu.
| Nominatiu       | Singular | Plural |
| --------------- | -------- | ------ |
| Primera persona | tsi      | tok    |
| Segona persona  | nu       | nok    |
| Tercera persona | gina     | gina   |

| Genitiu         | Singular    | Plural    |
| --------------- | ----------- | --------- |
| Primera persona | tsi, tsi-yi | tig-i     |
| Segona persona  | nu, ni-yi   | ? nig-i   |
| Tercera persona | (gina-yi)   | (gina-yi) |

| Accusatiu       | Singular | Plural   |
| --------------- | -------- | -------- |
| Primera persona | tən-da   | (toʔ-da) |
| Segona persona  | nən-da   | (noʔ-da) |
| Tercera persona | gin-da   | gin-da   |

Altres sufixes de cas són -ma "conjuntament amb", -lage "per", -əna "des de", -ga, -gə "a, en".
També hi ha els pronoms demostratius na i ta. Encara que no és clara la diferència que hi ha entre ells, podria tractar-se d'animacitat.